# Thomas Robert Bugeaud
Thomas Robert Bugeaud de la Piconnerie (Limoges, 15 de octubre de 1784 – París, 10 de junio de 1849) Fue mariscal de Francia además de miembro de la Cámara de los Diputados durante el reinado de Luis Felipe I de Francia siendo uno de los más fervientes defensores de la Monarquía de Julio. Bajo su mando Francia terminó la conquista de Argelia. Reorganizó el ejército colonial convirtiéndolo en una fuerza altamente eficaz.

## Familia
Thomas Robert Bugeaud de la Piconnerie, nació el 15 de octubre de 1784, en Limoges, miembro de una familia noble del Perigord, era el menor de trece hermanos. Su padre era Jean-Ambroise Bugeaud, señor de la Piconnerie y su madre era Françoise de Sutton de Clonard, miembro de una ilustre familia irlandesa.

## Guerras napoleónicas
Entró en el servicio militar como soldado raso a los 18 años de edad (1802). En la batalla de Austerlitz, Bugeaud era cabo pero tras la batalla fue ascendido a teniente. Poco después fue destinado a España donde luchó bajo las órdenes de Louis Gabriel Suchet. Participó en el sitio de Lérida (1810), Tortosa, Tarragona y en el segundo asedio de Zaragoza. Por sus méritos fue ascendido en 1814 a coronel. En estos años en España aprendió que la guerrilla no podía vencerse por la fuerza bruta y que era esencial proporcionar un buen gobierno que administrara correctamente el territorio. También conoció la ventaja de utilizar fuerzas ligeras y altamente móviles para enfrentarse a la guerrilla.
Durante la Primera restauración juró lealtad a los Borbones, pero no dudó en unirse a Napoleón Bonaparte durante el Gobierno de los Cien Días. Durante 1815 sirvió bajo las órdenes de Suchet en el ejército de los Alpes participando en la batalla de Conflans contra los austriacos.

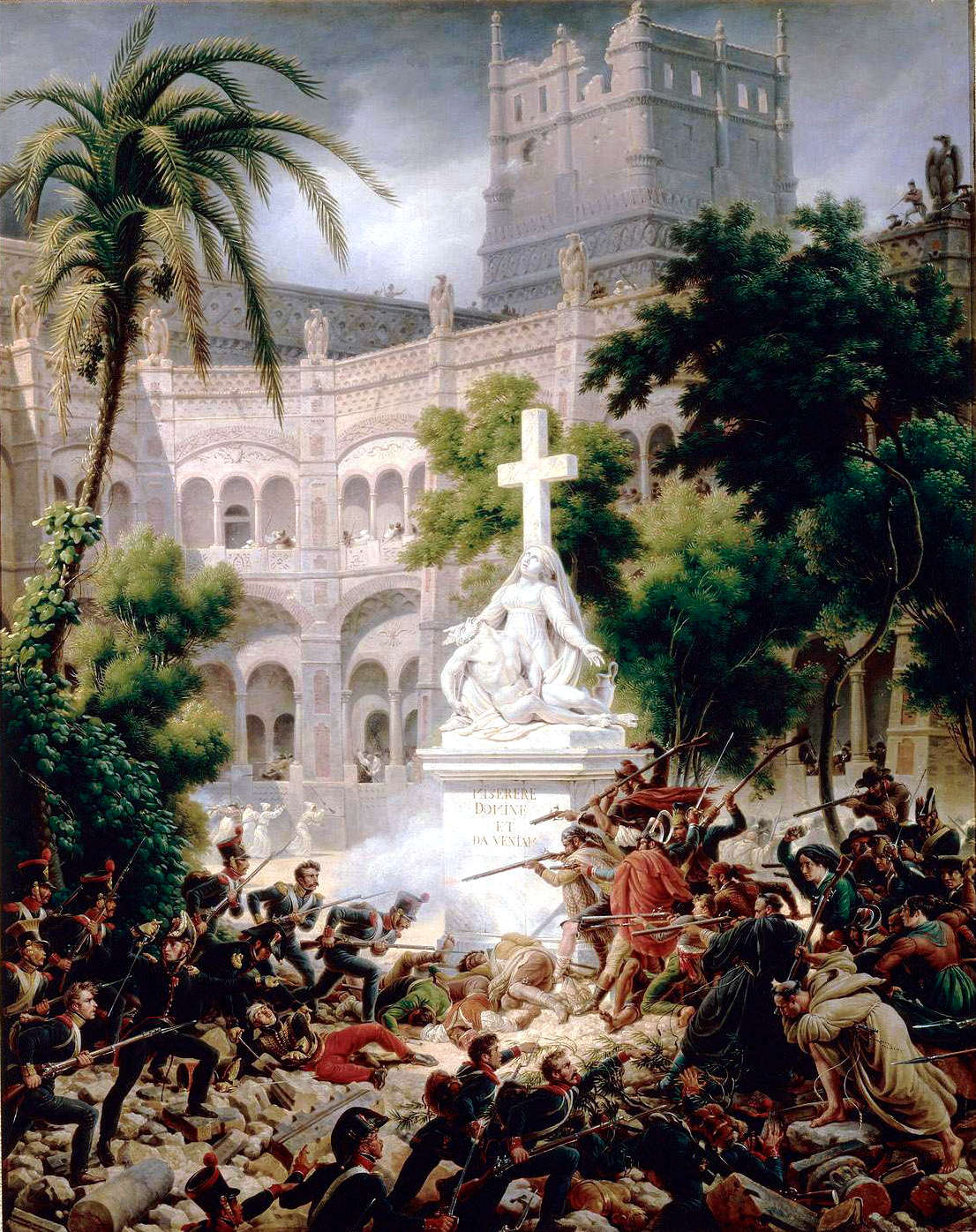
Asedio de Zaragoza. Obra de Louis-François Lejeune.

## La Restauración
Durante el segundo gobierno de la Restauración, fue expulsado del ejército y vivió retirado en su distrito natal, haciendo todo lo que estaba en su mano para la mejora de la agricultura y la difusión de la educación entre sus habitantes. En 1825 fue elegido alcalde de la localidad de Excideuil, cargo que ocupó hasta 1830.
Solicitó su readmisión al ejército para llevar a cabo la expedición de los Cien mil hijos de San Luis pero el gobierno denegó la readmisión.

## Monarquía de Julio
Tras la revolución de 1830 y la subida al trono de Luis Felipe I de Francia, fue nombrado el 9 de septiembre de 1830 coronel del 56.º regimiento de infantería acantonado en Grenoble.
En 1831 fue ascendido al rango de mariscal de Campo, y en el mismo año, así como varias veces después, fue elegido miembro de la Cámara de Diputados como representante de Perigueux, donde se convirtió en uno de los partidarios más fervientes del gobierno. 
Hacia el final del año 1832, fue nombrado miembro de una comisión nombrada para informar sobre la conveniencia de introducir en Francia, el sistema holandés de colonias agrícolas. Poco después, fue puesto al mando de la brigada de las tropas acantonadas en París, y en el comienzo de 1833 fue nombrado gobernador de la ciudadela de Blaye con la misión de custodiar a la duquesa de Berry que fomentó una insurrección pro-absolutista en la Vendée.
Con motivo de esta custodia tuvo un enfrentamiento con Charles François Dulong, diputado por la ciudad de Verneuil-sur-Avre, que se mofó de él en la Cámara de Diputados. El resultado de este enfrentamiento fue un duelo en el que Dulong fue herido de muerte.
Tras este altercado Thomas Robert Bugeaud continuó su carrera parlamentaria con el mismo espíritu de conservadurismo feroz, defendiendo su posición hostil a las asociaciones políticas y a la modificación en el sistema de elecciones.
En abril de 1834 los tumultos republicanos que se estaban propagando por Francia estallaron en París. Mientras tanto, Bugeaud está al mando de las tropas que defienden el ayuntamiento frente a las inminentes insurrecciones por toda la capital parisina. 

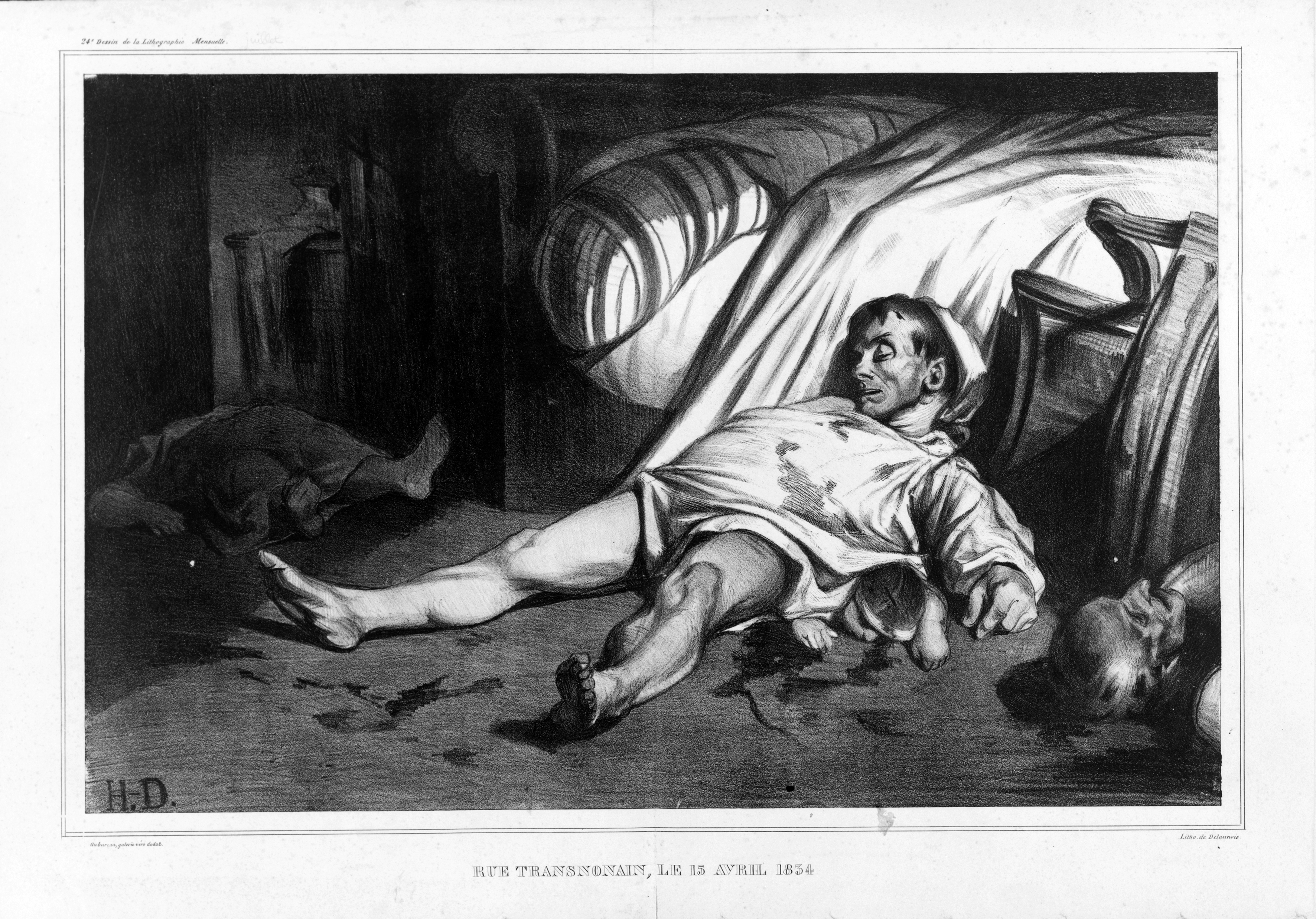
Matanza de la calle Transnonain. Obra de Honoré Daumier.

En la calle Transnonain, cerca de allí, soldados que habían recibido disparos desde las casas penetraron en una de ellas y mataron a todos los ocupantes ya fueran hombres, mujeres, ancianos o niños. Bugeaud que no se encontraba en el lugar fue bautizado por los periódicos como “El carnicero de la calle Transnonain”.

## La conquista de Argelia
En 1836 fue enviado a Argelia, donde con el pretexto de un incidente diplomático se había iniciado la aventura colonial francesa aún en el reinado de Carlos X de Francia. Las tropas francesas lideradas primero por el general Louis Auguste Victor de Ghaisne de Bourmont y después por el general Bertrand Clauzel no puede hacer avanzar la conquista y las tropas hostigadas por los argelinos se vieron impotentes dentro de las ciudades atacados por las fiebres.
Thomas Robert Bugeaud fue destinado a Argelia, a petición de Adolphe Thiers, para cambiar la situación. La guerra de Argelia tenía muchas analogías con la guerra de guerrillas, que Bugeaud se encontró en su juventud en la Guerra de Independencia Española por lo que creyó necesario hacer algunas modificaciones en sus tropas, con el fin de hacerlas más rápidas y maniobrables.

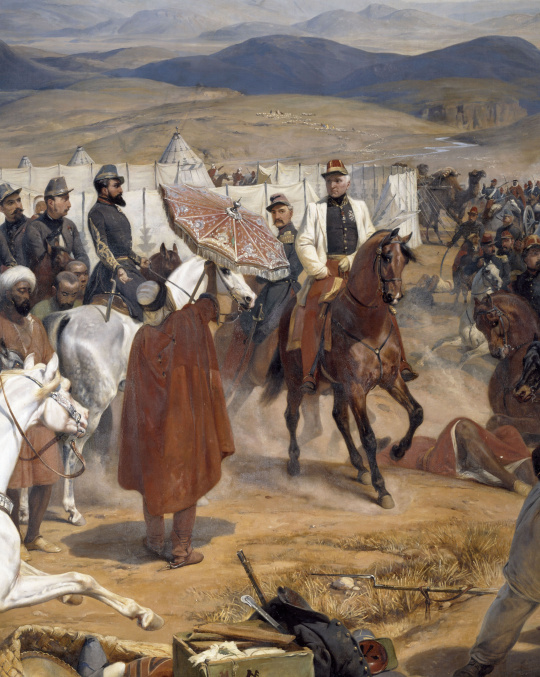
Thomas-Robert Bugeaud en 1846. Obra de Emile Jean Horace Vernet.

De esta forma cada soldado debía cargar con sus municiones y raciones y si fuera necesaria artillería serían piezas ligeras que no retrasasen la marcha. Además la estrategia a seguir debía ser la de mantener la iniciativa por lo que era preciso atacar a los argelinos en sus bases y poblaciones manteniéndolos tan ocupados que no pudieran realizar acciones ofensivas.
El 6 de julio de 1836 venció a las fuerzas de Abd al-Qádir en la batalla de Sickak. Tras esta victoria firmó con Abd al-Qádir el Tratado de Tafna. Este tratado fue considerado por la oposición al gobierno como no suficientemente favorable a los intereses de Francia, por lo tanto, se sometió a Bugeaud a los ataques más vehementes en los periódicos.
Por entonces Bugeaud era el máximo defensor de lo innecesario de la conquista de Argelia por los altos costes que tendría para Francia.
Volvió a formar parte de la Cámara de Diputados en febrero de 1838 y defendió en 1840 la fortificación de París.
Ese mismo año fue nombrado gobernador general de Argelia donde su forma de administrar tanto los asuntos civiles como los militares fueron aprobados por el gobierno y por la oposición.
Durante esta época remodeló el ejército francés de Argelia, haciendo de él una fuerza diseñada para absorber la cultura e identidad de las tribus locales. Empezó a incorporar regimientos nativos convirtiendo a cuerpos del ejército tan conocidos como los sipahis, los zuavos o los goumiers fuerzas de elite diseñadas para combatir en tierras lejanas. También reorganizó la Legión Extranjera Francesa, que había sido creada para participar en la Primera Guerra Carlista.
Al reiniciarse la guerra con Argelia fue capaz de mantener a las fuerzas de Abd al-Qádir a la defensiva y en los cuatro años siguientes las fuerzas argelinas fueron empujadas hacia el oeste, obligando a Abd al-Qádir a retirarse a Marruecos. Durante esta guerra utiliza tácticas muy agresivas que incluyen la quema de cosechas, la destrucción de pueblos y la confiscación de ganado.
Por estos éxitos fue nombrado en 1843, Mariscal de Francia.
El sultán Abd ar-Rahmán ibn Hisham le apoyo y permitió usar su territorio como base para lanzar sus ataques contra las posiciones francesas. Bugeaud protesta al sultán pero éste contesta proclamando la Yihad
Bugeaud consciente del peligro atacó Marruecos y logra la victoria en la batalla de Isly. A consecuencia de esta acción fue nombrado duque de Isly. Esta batalla decidió la guerra. Marruecos firmó el Tratado de Tánger por el que el sultán reconocía la presencia francesa en Argelia y prometía la colaboración marroquí en la captura de Abd al-Qádir (quien capituló formalmente ante los franceses en 1847).
Terminada la guerra, Bugeaud se centró en la reconstrucción de Argelia para lo que planeó la creación de la Agencia de Asuntos Árabes que se encargaría de la administración local y de las relaciones con las tribus a las que se intenta inducir a llevar una vida sedentaria. También intentó, aunque con poco éxito, convertir los soldados en agricultores, copiando la experiencia romana de entregar tierras a los veteranos.
En 1847 Bugeaud cree que está carente de apoyos dentro del gobierno francés por lo que dimitió y fue reemplazado por el duque de Aumale.

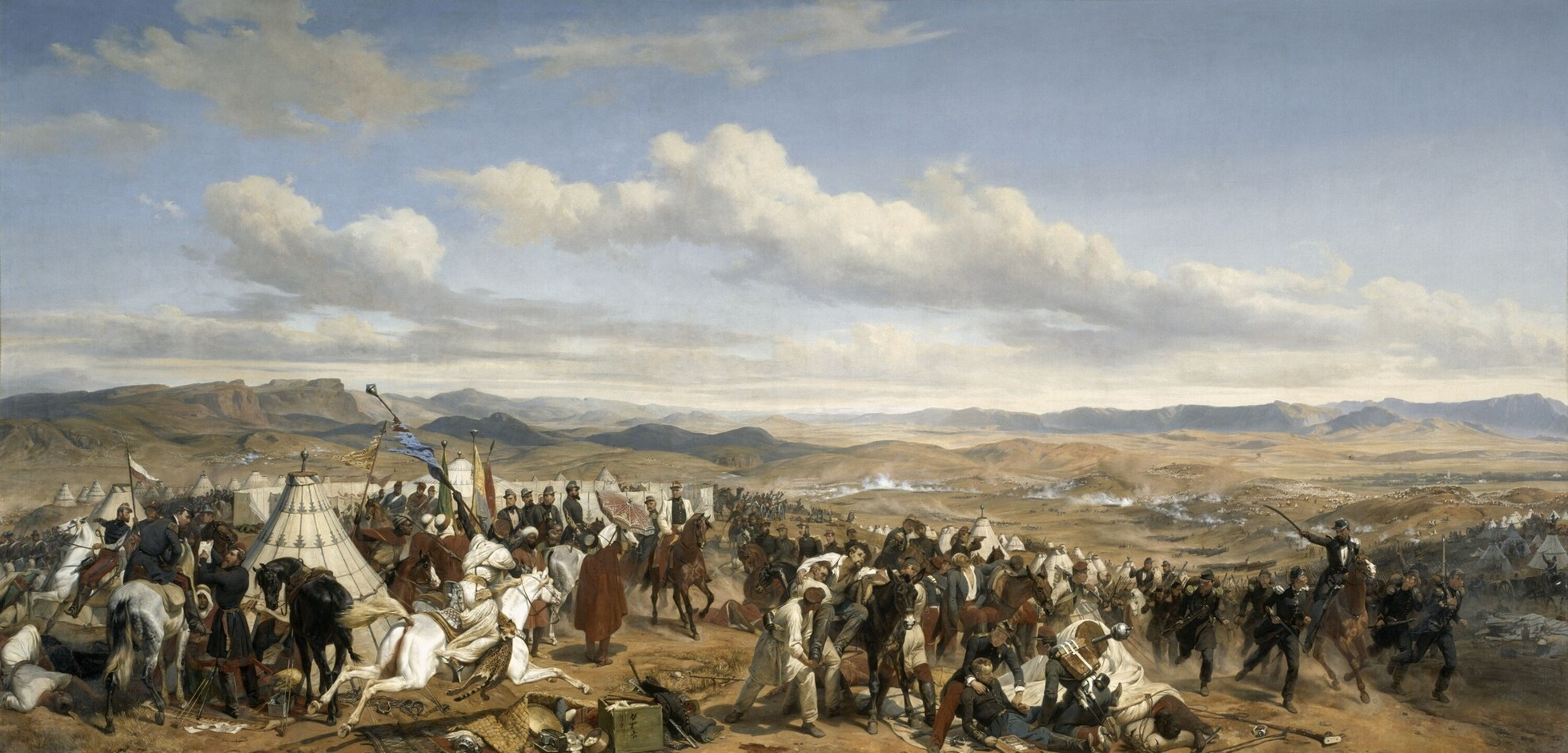
La Batalla de Isly. Obra de Emile Jean Horace Vernet.

## La revolución de 1848
Cuando en 1848 estalló una nueva revolución, Bugeaud fue puesto al mando del ejército para sofocarla, sin embargo no pudo evitar la caída de la monarquía.
Fue elegido como miembro de la Asamblea Constituyente en otoño de 1848. Fue considerado por el partido conservador para presentarse como candidato a la Presidencia de la II República Francesa pero el rechazó el ofrecimiento. 
Luis Napoleón Bonaparte fue elegido presidente de la II República Francesa y lo nombró comandante del Ejército de los Alpes, aunque murió poco después el 10 de junio de 1849 de cólera en París.
El mariscal Thomas Robert Bugeaud fue enterrado en una capilla de Los Inválidos, cerca de la del general Franciade Fleurus Duvivier.

## Obra
Thomas Robert Bugeaud fue también un prolífico escritor. De su extensa producción son destacables:
- "De l'Organisation unitaire de l'armée, avec l'infanterie partie détachée et partie cantonnée" (1835).
- "Mémoire sur notre établissement dans la province d'Oran, par suite de la paix" (1838).
- "L'Algérie, des moyens de conserver et d'utiliser cette conquête" (1842).